# Bajana
Bajana fou un estat tributari protegit de l'Índia a l'agència de Kathiawar a la regió de Gujarat, presidència de Bombai. Estava situat a l'interior, entre el rann de Kuchch i el districte d'Ahmedabad. La seva població el 1881 era de 15.881 habitants distribuïts en 26 pobles i el 1901 era de 10.279 habitants distribuïts en 27 pobles. La superfície era de 474 km². El port més propera era Dholera.
El país era pla; el terreny amb sal i poc fèrtil només apte per cotó i varietat comuns de gra. No hi havia cap riu i l'aigua procedia de fonts; clima calorós i sec.
La majoria dels seus habitants eren jats de religió musulmana procedents de Vanga Bazar al Sind d'eon foren expulsats pel sobirà local i es van establir amb els ponwars a les muntanyes Mandav prop de Than; van passar al servei del sultà de Delhi i es van distingir al setge de Campaner i el seu cap Malik Hedoji va rebre 24 pobles incloent Bajana en donació; poc després va conquerir Mandal als jhales; Malik Isaji o Malik Sri Isa Khan, el successor, es va establir a Valivda i després a Varahi o Warahi (coneguda com a Gran Javar) que va conquerir als ravma; Malik Lakha (Malik Sri Pir Khan) es va establir a Sitapur i Vanod, i finalment Malik Haidar Khan o Malek Sri Hedar Khan (Hadoji) es va establir a Bajana (coneguda com a Petita Javar). Era un estat de quarta classe dins del Kathiawar. El sobirà, musulmà, es va posar sota protectorat britànic el 1807 i pagava un tribut de 798 lliures; el seu exèrcit era de 232 homes. El 1881 no havia rebut sanad permetent l'adopció i la successió seguia la regla de la primogenitura. La capital era Bajana 23° 07′ N, 71° 49′ E / 23.117°N,71.817°E. La part de Warahi encara es va tornar a dividir en dos parts: l'estat de 
Moti Jatwad o de Jorawarkhanji i la part de Muradkhanji.